# Pherotilla
Pherotilla (лат.) — род ос-немок (бархатные муравьи, Velvet ants) подсемейства Rhopalomutillinae из семейства Mutillidae отряда перепончатокрылые насекомые. 6 видов.

## Распространение
Афротропика (Кения, Малави, Мозамбик, Намибия, Танзания) и Юго-Восточная Азия (от Индии, Китая и Шри-Ланки до Вьетнама и Малайзии).

## Описание
Мелкого размера осы-немки (менее 1 см) с узким стройным телом и коротким опушением. 
Скутеллюм самцов не выпуклый, с простой вершиной; мандибулы апикально трёхзубчатые; гипопигиум в вентральными выступами с каждой стороны; 6-й стернит самцов с зазубренным задним краем; парамеры гениталий простые, без специализированных щетинок.  
Отличаются половым диморфизмом (самцы крылатые и в два раза крупнее бескрылых самок) и форетической копуляцией (она происходит в воздухе, самцы уносят в полёт с собой самок, прикрепившихся только гениталиями). Окраска самцов как правило чёрная, в то время как бескрылые самки рыжевато-коричневые, сходные с муравьями. Между грудью и брюшком узкая перетяжка в виде стебелька петиоля. Эктопаразитоиды личинок и куколок других насекомых.

## Систематика
Состоит из 6 видов. Первоначально Pherotilla было установлено в 2015 году южноафриканским энтомологом Денисом Бразерсом (Denis John Brothers, Университет Квазулу-Натал, Питермарицбург, Scottsville, ЮАР) для одного нового и четырёх ранее известных видов из рода Rhopalomutilla André, 1901 и включено в подсемейство Rhopalomutillinae.
- Pherotilla brothersi Zhou, Lelej & Xu, 2017 — Китай[2]
- Pherotilla japhia (Cameron, 1902) — Индия
  - = Mutilla japhia Cameron, 1902[3]
  - = Rhopalomutilla japhia (Cameron, 1902)
- Pherotilla mlanjeana (Bischoff, 1920) — Африка[1]typus
  - = Rhopalomutilla mlanjeana Bischoff, 1920[4]
- Pherotilla oceanica (Mickel, 1935) — Индонезия (Ява), Малайзия (Сабах, Саравак)
  - = Rhopalomutilla oceanica Mickel, 1935[5]
  - = Rhopalomutilla javana Pagden, 1949[1]
- Pherotilla rufitincta (Hammer, 1957)
  - = Rhopalomutilla rufitincta Hammer, 1957[6]
- Pherotilla striganovae (Lelej, 2012) — Вьетнам
  - = Rhopalomutilla striganovae Lelej, 2012[7]